# Vyháčkování

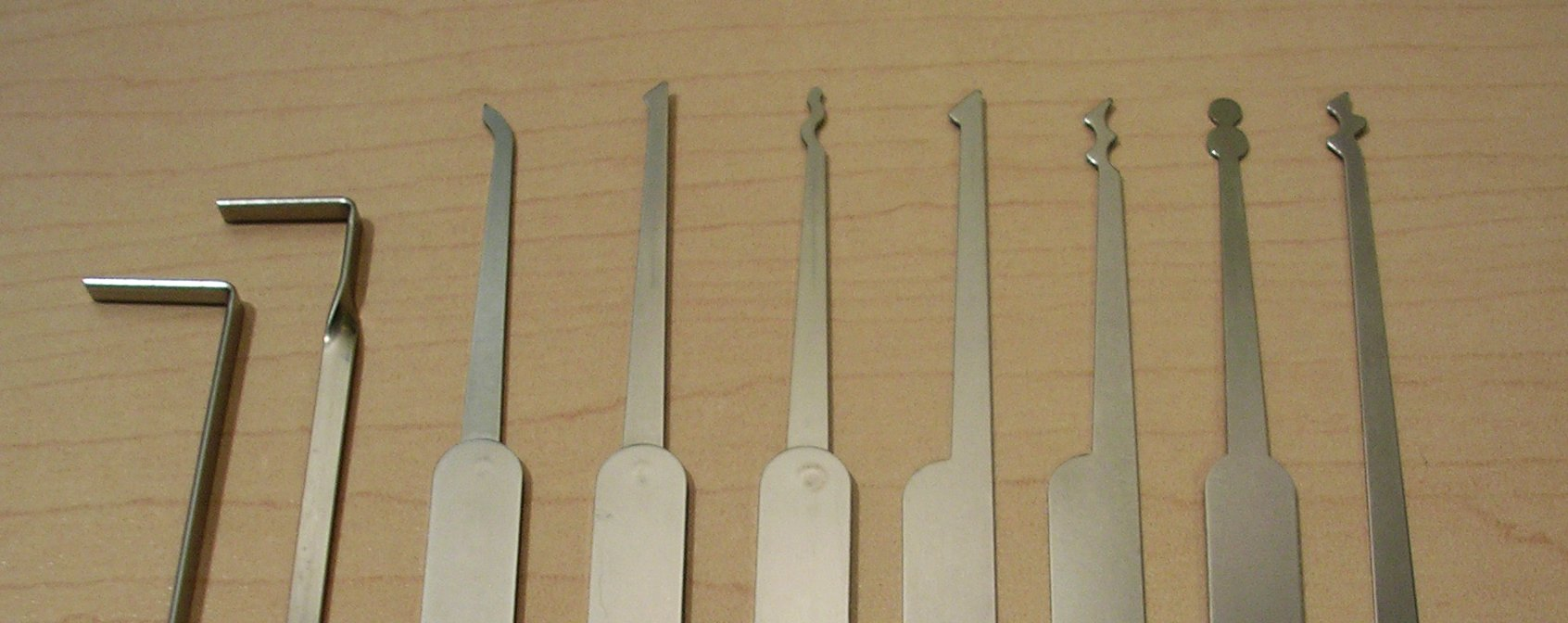
Běžné zámečnické nástroje určené k vyháčkování. První dva nástroje zleva jsou napínáky. Dále zleva planžety: háček, poloviční diamant, had, diamant, širší had, sněhulák a ostrý had

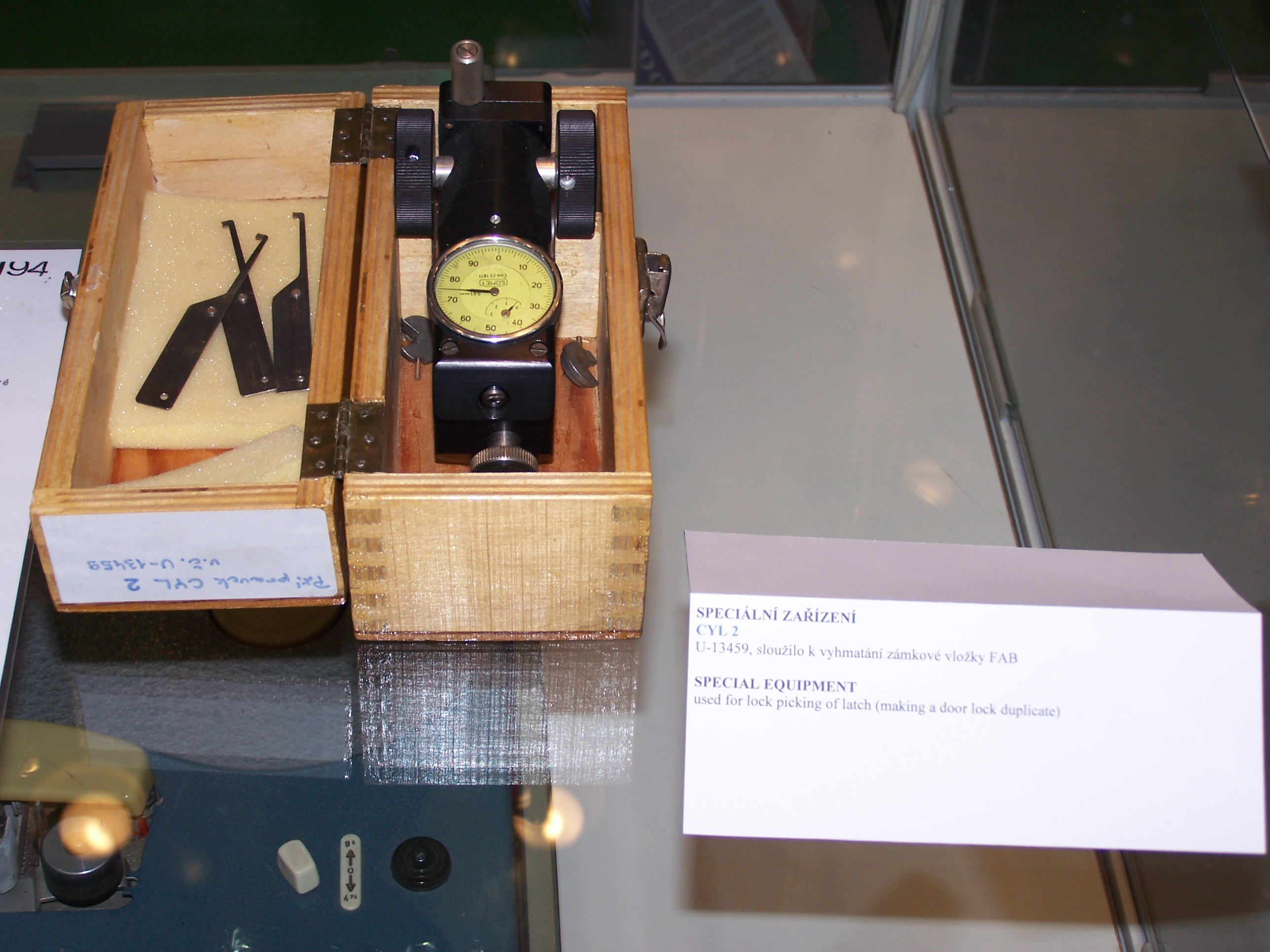
CYL2, zařízení užívané StB k odemykání běžných zámků a tvorbu duplikátů klíčů

Vyháčkování je nedestruktivní metoda otevření zámků manipulací jeho prvků (zámkové vložky), po zjištění toho, jak zámek funguje.
Metoda vyháčkování bývá použita pro neoprávněné vniknutí na zajištěné místo bez destrukce zabezpečovacích prvků (rozlomení zámku, vykopnutí dveří, průnik oknem atd.). V takovém případě může být použití této znalosti, přestože patří k základnímu vzdělání vyučených zámečníků, trestným činem. Vyháčkování může být i koníčkem či sportem.
Nástroje na vyháčkování je možné koupit, případně je lze podomácku vyrobit například z listu pily na železo či stěrače na auto.
Vyháčkování zámku je možné proto, že se stavítka po umístění do pozice, ve které by bylo normálně možno otevřít klíčem, tzv. zaseknou, a při správném tlaku na napínák již v této pozici zůstanou. Pokud se veškerá stavítka nacházejí ve stavu, kdy by je bylo možno otevřít (tzv. shearline – český název není používán – čte se „šírlájn“), je možno napínákem otočit a otevřít zámek.

## Nářadí

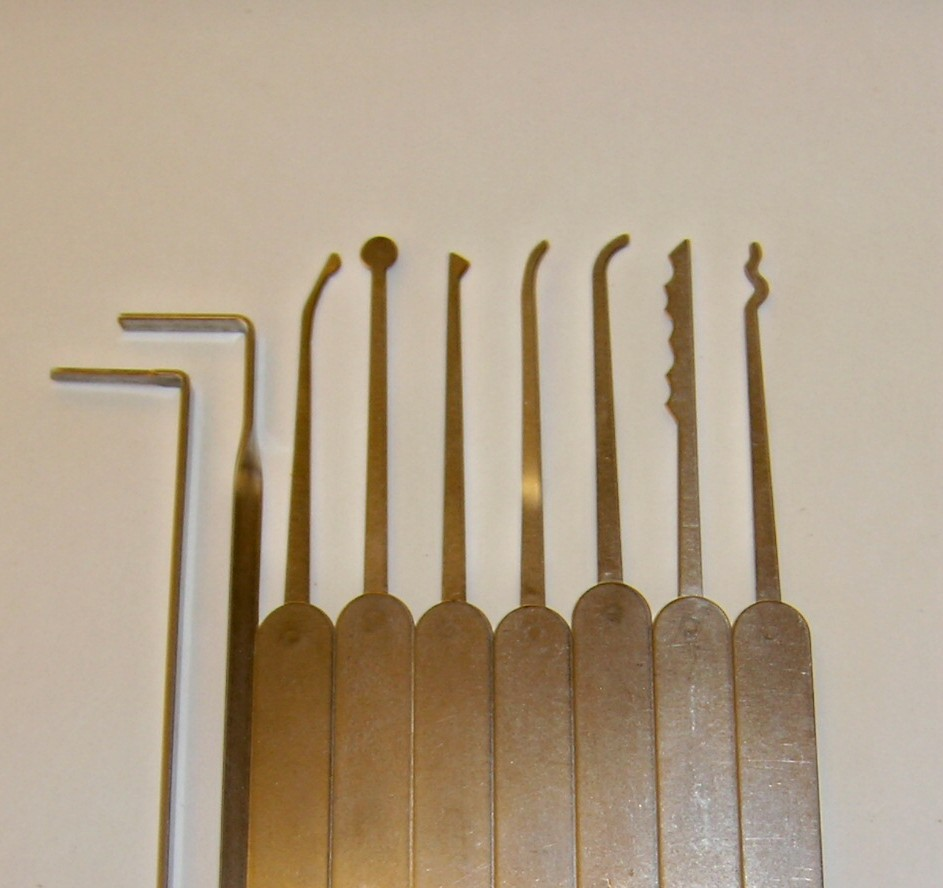
Standardní nářadí pro vyháčkování vložky zámku. Z levé strany: Napínák, pružný napínák, háček s diamantem, balónek, poloviční diamant, krátký háček, střední háček, pilka, had

### Napínák

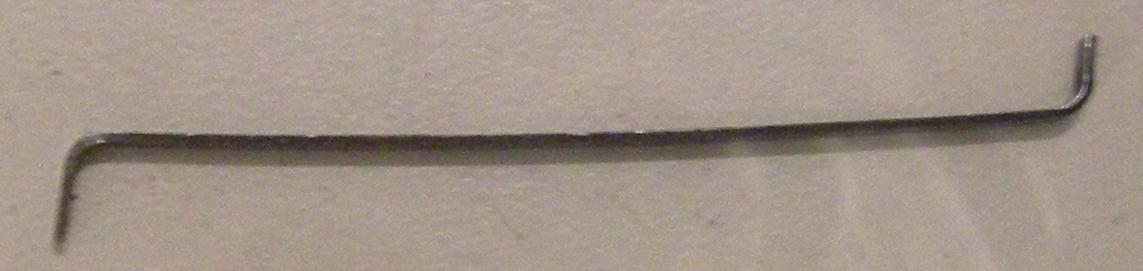
Napínák

Napínák je jeden ze dvou potřebných nástrojů – slouží k otočení bubínku vložky zámku. Malým tlakem na napínák je zajištěno, že se stavítka, která již jednou jsou v poloze shearline, nevracejí, a tak je po nastavení všech stavítek do této polohy možno napínákem otevřít zámkovou vložku nebo zámek. Obyčejně má napínák tvar písmene „L“, jehož kratší strana je zasunuta do vložky a delší stranou (může být kvůli pružnosti a větší citlivosti ohnuta o 90 stupňů) se otáčí po směru otevírání zámku. Rovněž se vyskytují napínáky v podobě písmene „Z“, kde je možnost zasunout obě strany napínáku do vložky.
Napínáky k použití při bezpečnostním otevření dveří aut mívají dutý průzor.

### Planžety
Každá planžeta se skládá z rukojeti, krku a špičky. Rukojeť je těsně spjata s krkem planžety, aby bylo cítit napětí a pohyb špičky v cylindru zámkové vložky, má občas barvu dle umístěné špičky (barva rukojeti pro špičku had – červená; háček – modrá; diamant – žlutá; balónek – zelená.)
Krk planžety má dle obecných pravidel být dostatečně dlouhý (u běžných zámků cca 3,5 cm) a dostatečně široký (cca 3–5 mm, aby byly potřebné hmatové vjemy dostatečně přesné). U špičky je především důležitý její tvar – ten určuje, jakým způsobem budou stavítka reagovat. Špička může mít mnoho tvarů, které mají svůj způsob interakce s vnitřkem cylindru. Důležité je, aby se špička planžety dala snadno vložit a opět vytáhnout z těla bubínku, potažmo klíčové dírky.

#### Háček

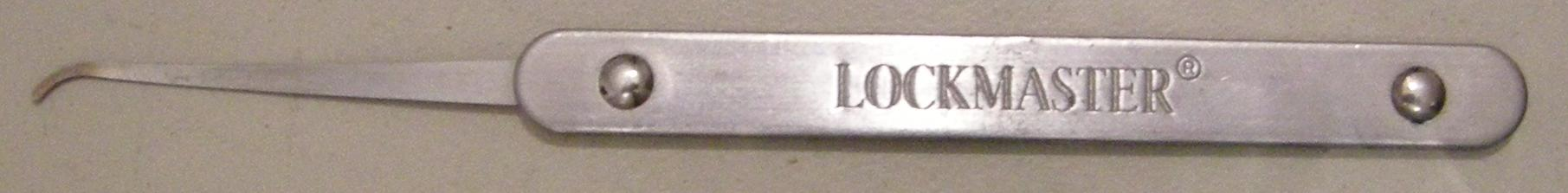
Háček

Planžeta, která vypadá jako poloviční rybářský háček. Dotýká se svou špičkou pouze jednoho stavítka, je tedy nejvhodnější pro metodu picking.

#### Ostrý poloviční diamant
Jedna z nejčastěji používaných planžet. Vhodná pro raking. Obtížněji se vsunuje do vložky, ale je vhodná pro vyhledávání jednotlivých stavítek.

#### Tupý poloviční diamant
Dobře se vsunuje do vložky, je vhodná pro cylindry, které mají podobně dlouhá stavítka.

#### Balónek
Používá se při otevírání oboustranných zámků.

#### Půlbalónek
Tato planžeta je vhodná při otevírání jednodušších zámků, jelikož snadněji běhá po stavítkách.

#### Had

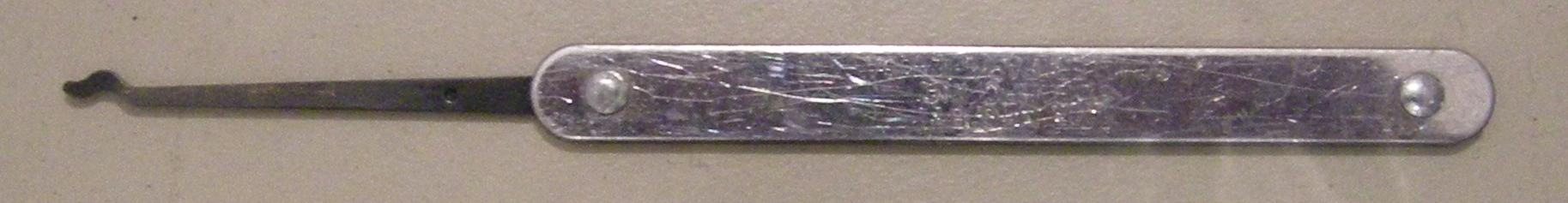
Had

Existuje ve spoustě různých provedení, nejlépe se hodí při metodě raking, a to zejména, ale nejenom, pro automobilové zámky.

#### Pilka
Je používána v mnoha různých variantách. Hodí se pro metodu raking.

#### Sněhulák

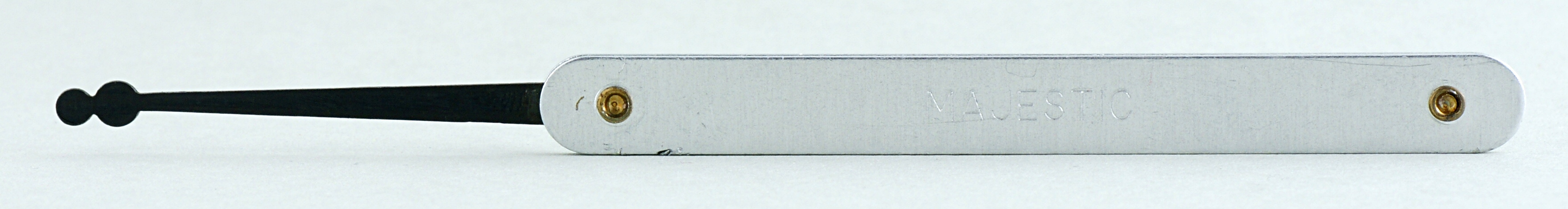
Sněhulák

Zámečníkovi poslouží zejména při otevírání oboustranných zámků metodou raking.

## Metody

### Picking

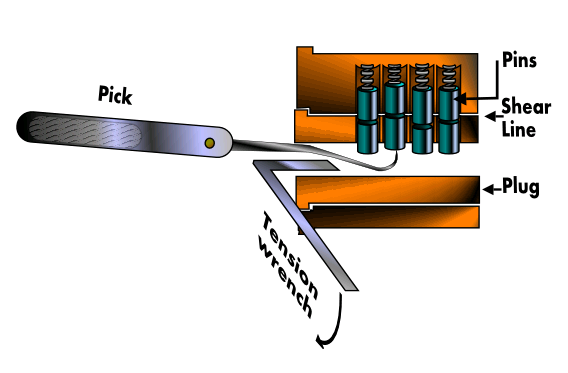
Metoda vyháčkování

Bubínkem zámkové vložky je napínákem ve směru otevření zámku zlehka otáčeno malou silou, aby se stavítka při zatlačení dovnitř příslušnou planžetou dostala do takové polohy, že se tzv. „zaseknou“ o okraj shearline, a již se tlakem pružiny nevrátí do „uzavřené“ polohy (to lze poznat podle toho, že stavítko lehce cvakne a přestane pružit). Při zatlačení všech příslušných stavítek (u běžných vložek jich bývá od tří do sedmi, nejčastěji u běžných cylindrických vložek v ČR pět) se bubínek vložky otočí do polohy „otevřeno“. Nejčastější postup zatlačování stavítek je odzadu – tedy nejdále od zámečníka.

### Raking
Napínák je při této technice vložen do cylindrické vložky a planžetou vhodnou pro raking je přejížděno po stavítkách metodou „pomalu tam a rychle zpět“ do té doby, než jsou všechna stavítka zaseknuta o hranu shearline a zámek se otevře. Raking je rychlá metoda, kterou používají zruční zámečníci.

### Bumping
Více o tomto způsobu nedestruktivního otevírání zámků pojednává článek Vyklepávání zámku.